# Melainotettix rammei
Melainotettix rammei är en insektsart som först beskrevs av Günther, K. 1938.  Melainotettix rammei ingår i släktet Melainotettix och familjen torngräshoppor. Inga underarter finns listade i Catalogue of Life.